# Войвозь (Шиміан, Біхор)
Войвозь, Войвозі (рум. Voivozi) — село у повіті Біхор в Румунії. Входить до складу комуни Шиміан.
Село розташоване на відстані 460 км на північний захід від Бухареста, 45 км на північ від Ораді, 140 км на північний захід від Клуж-Напоки.

## Населення
За даними перепису населення 2002 року у селі проживала 481 особа.
Національний склад населення села:
| Національність | Кількість осіб | Відсоток |
| -------------- | -------------- | -------- |
| румуни         | 421            | 87,5%    |
| угорці         | 59             | 12,3%    |

Рідною мовою назвали:
| Мова      | Кількість осіб | Відсоток |
| --------- | -------------- | -------- |
| румунська | 419            | 87,1%    |
| угорська  | 62             | 12,9%    |